# Moving Waves
Moving Waves o Focus II es el segundo álbum de estudio de la banda holandesa de rock progresivo Focus, publicado en octubre de 1971. Presenta una de las canciones más famosas de la banda, "Hocus Pocus", que incluye yodels y voces en falsete acompañadas de un riff propio del heavy metal. Siendo un disco con un sonido bastante experimental, alcanzó el noveno puesto en la lista holandesa de los 40 discos más vendidos y octavo en el Billboard Hot 100 de Estados Unidos, mientras que en el Reino Unido llegó hasta el 2º lugar. La canción "Eruption" es una adaptación de la ópera Eurídice (de Jacopo Peri), a los sonidos del Rock progresivo. La misma narra la trágica historia de amor entre Orfeo y Eurídice.

## Lista de canciones
1. "Hocus Pocus" (Thijs van Leer, Jan Akkerman) – 6:42
2. "Le Clochard" (Jan Akkerman) – 2:01
3. "Janis" (Jan Akkerman) – 3:09
4. "Moving Waves" (Thijs van Leer, Inayat Khan) – 2:42
5. "Focus II" (Thijs van Leer) – 2:56
6. "Eruption:" – 23:04
  1. "Orfeus" (van Leer) – 1:22
  2. "Answer" (van Leer) – 1:35
  3. "Orfeus" (van Leer) – 1:20
  4. "Answer" (van Leer) – 0:52
  5. "Pupilla" (van Leer) – 1:03
  6. "Tommy" (Tom Barlage) – 1:45
  7. "Pupilla" (van Leer) – 0:34
  8. "Answer" (van Leer) – 0:21
  9. "The Bridge" (Akkerman) – 5:20
  10. "Break" – 0:24
  11. "Euridice" (van Leer, Eelke Nobel) – 1:40
  12. "Dayglow" (van Leer) – 2:02
  13. "Endless Road" (Pierre van der Linden) – 1:43
  14. "Answer" (van Leer) – 0:34
  15. "Orfeus" (van Leer) – 0:51
  16. "Euridice" (van Leer, Nobel) – 1:37

## Personal
- Thijs van Leer – piano, órgano Hammond, sintetizador, melotrón, armonio, flauta traversa, acordeón, voz.
- Jan Akkerman – guitarra, bajo, instrumentos de percusión.
- Cyril Havermans – bajo, voz.
- Pierre van der Linden – batería, percusión.

- Datos: Q2190270